# Георги Русафов
Георги Русафов е български писател, считан за майстор разказвач на детски приказки.
Роден на 27 септември 1912 г. в Берковица. Завършва средно педагогическо училище. От 1932 до 1938 година учителства в различни села на Врачански окръг.
От 1939 година е в София. По това време се запознава с Ангел Каралийчев. Тяхното приятелство е над тридесет години. Под влияние на личността на Каралийчев и неговото творчество, Георги Русафов се формира като един от майсторите на българската приказка.
От 1945 до 1972 работи като технически редактор в издателство „Народна младеж“. Първата му книга с преразказани народни приказки „Бабината питка“ излиза през 1945 година. Следва редица от народни и авторски приказки: „Чудният пръстен“, „Готованко и воденичарят“, „Голчо от Голтупан“, „Юнакът със златните коси“, „Съкровищата на Рудан“, „Ваклин и неговият верен кон“, „Девойчето и зимните хали“, „Омагьосаната воденица“, „13 вълшебни приказки“.
Книгата му „И те са били деца“ съдържа биографични разкази за Иван Вазов, Ст. Чилингиров, Ангел Каралийчев, Елисавета Багряна, Вадим Лазаркевич.
Литературната критика определя приказките на Георги Русафов като открояващи българското звучене, колорит и езиков стил.
Известни български художници, илюстрирали негови приказки са: Стоян Анастасов, Любен Зидаров, Борис Димовски.
Умира на 20 октомври 1981 г. в София.